# 쌍룡산
쌍룡산(雙龍山)은 대한민국 서울특별시 마포구 염리동, 아현동, 공덕동 일대에 위치한 산이다. 근대 이후 아현 공동묘지가 형성되었다가, 1930년대 초반 방산정, 동사헌정, 미생정 등지의 빈민이 모여들면서 주거 지역이 되었다. 지금은 주택이 많이 들어서 산의 모습을 거의 잃었으며, 정상 부근에 쌍룡산근린공원과 쌍룡산어린이공원이라는 두 곳의 공원이 조성되어 있다.
쌍룡산은 개바위산이라고도 불렸다. 철종 때 어느 부자가 오랫동안 기르던 개가 사라졌다가 쌍룡산 남쪽에 개 모양 바위가 나타났는데, 그 뒤로 부자가 살던 마을이 살기 좋아졌다는 전설이 있다. 선캄브리아기 호상 흑운모 편마암에 해당하는 이 바위는 지금도 염리동의 한 교회 지하에 남아 있다고 알려졌다.

## 같이 보기
- 선통물천
- 서울특별시의 지질